# Ахмедов, Мамед Мамедгасан оглы
Мамед Мамедгасан оглы Ахмедов (азерб. Məhəmməd Məhəmmədhəsən oğlu Əhmədov; 1903, Махмудлы, Джебраильский уезд — 1963, там же) — советский азербайджанский хлопковод, Герой Социалистического Труда (1948).

## Биография
Родился в 1903 году в селе Махмудлы Джебраильского уезда Елизаветпольской губернии (ныне посёлок в Джебраильском районе Азербайджана).
С 1930 года председатель колхоза имени Ленина Джебраильского района, с 1950 года заведующий пунктом приёма хлопка села Махмудлы Джебраильского района Азербайджанской ССР. В 1947 году получил урожай хлопка 85,3 центнера с гектара на площади 10 гектаров.
Указом Президиума Верховного Совета СССР от 10 марта 1948 года за получение в 1947 году высоких урожаев хлопка Ахмедову Мамед Мамедгасан оглы присвоено звание Героя Социалистического Труда с вручением ордена Ленина и золотой медали «Серп и Молот».
Активно участвовал в общественной жизни Азербайджана. Член КПСС с 1931 года.
Скончался в 1963 году в родном селе.